# Tameslouht
Tameslouht (àrab: تمصلوحت, Tamaṣlūḥt; amazic estàndard marroquí: ⵜⴰⵎⵚⵍⵓⵃⵜ) és un municipi rural de la província d'Al Haouz, a la regió de Marràqueix-Safi, al Marroc. Segons el cens de 2014 tenia una població total de 28.978 persones. Es troba a 17 kilòmetres de Marràqueix. És coneguda com a centre religiós i la seva zàuiya.